# Papyrus Chester Beatty XI
Papyrus Chester Beatty XI (Nr. 964 nach Rahlfs) sind zwei Fragmente eines Papyruskodex wahrscheinlich aus dem 4. Jahrhundert, die zusammen zu den  biblischen Chester-Beatty-Papyri gehören. Sie enthalten Teile aus dem Buch Jesus Sirach (Ecclesiasticus) 36–37 und 46–47 in griechischer Sprache (Septuaginta). Die Fragmente sind einspaltig mit bis zu 33 Zeilen in groben Unzialen beschrieben.
Sie wurden vor Ende 1931 vom amerikanischen Sammler Alfred Chester Beatty in Ägypten erworben und befinden sich heute in der Chester Beatty Library in Dublin mit der Signatur BP XI.

## Textedition
- Frederic G. Kenyon: The Chester Beatty Biblical Papyri. Descriptions and Texts of Twelve Manuscripts on Papyrus of the Greek Bible. E. Walker, London 1933.